# Maison régionale de l'environnement et des solidarités
 (janvier 2024).
La Maison Régionale de l’Environnement et des Solidarités (MRES) est une tête de réseau associative, regroupant plus de 115 associations loi de 1901 qui intervenent dans les domaines de la nature, de l’environnement, des solidarités et des droits de l’Homme, en région Hauts-de-France.

## Historique
Elle a été créée en 1978 par un collectif d'associations, à la suite d'un accord électoral entre  Pierre Mauroy et la liste écologique menée par Pierre Radanne sous le nom de Maison de la Nature et de l’Environnement (MNE).
Elle compte plus d’une centaine d'associations adhérentes parmi lesquelles le Groupement Ornithologique Hauts-de-France, la Ligue des droits de l’Homme, l'Association droit au vélo, la Confédération paysanne du Nord, le Conservatoire d'espaces naturels du Nord et du Pas-de-Calais, le Conservatoire d'espaces naturels de Picardie, Nord Nature Environnement, Zéro Waste Lille, la fédération nature et environnement Hauts-de-France, la ligue de protection des oiseaux ou encore lianes coopérations.
Historiquement hébergée dans l’ancienne faculté de géologique attenante au musée d'histoire naturelle de Lille, elle a mené des discussions de 2017 à 2019 sur son déménagement. Ce dernier a eu lieu en décembre 2019 vers ses nouveaux locaux situés dans le quartier de Fives dans un bâtiment notamment partagé avec l’antenne lilloise du réseau Canopé.

## Activités

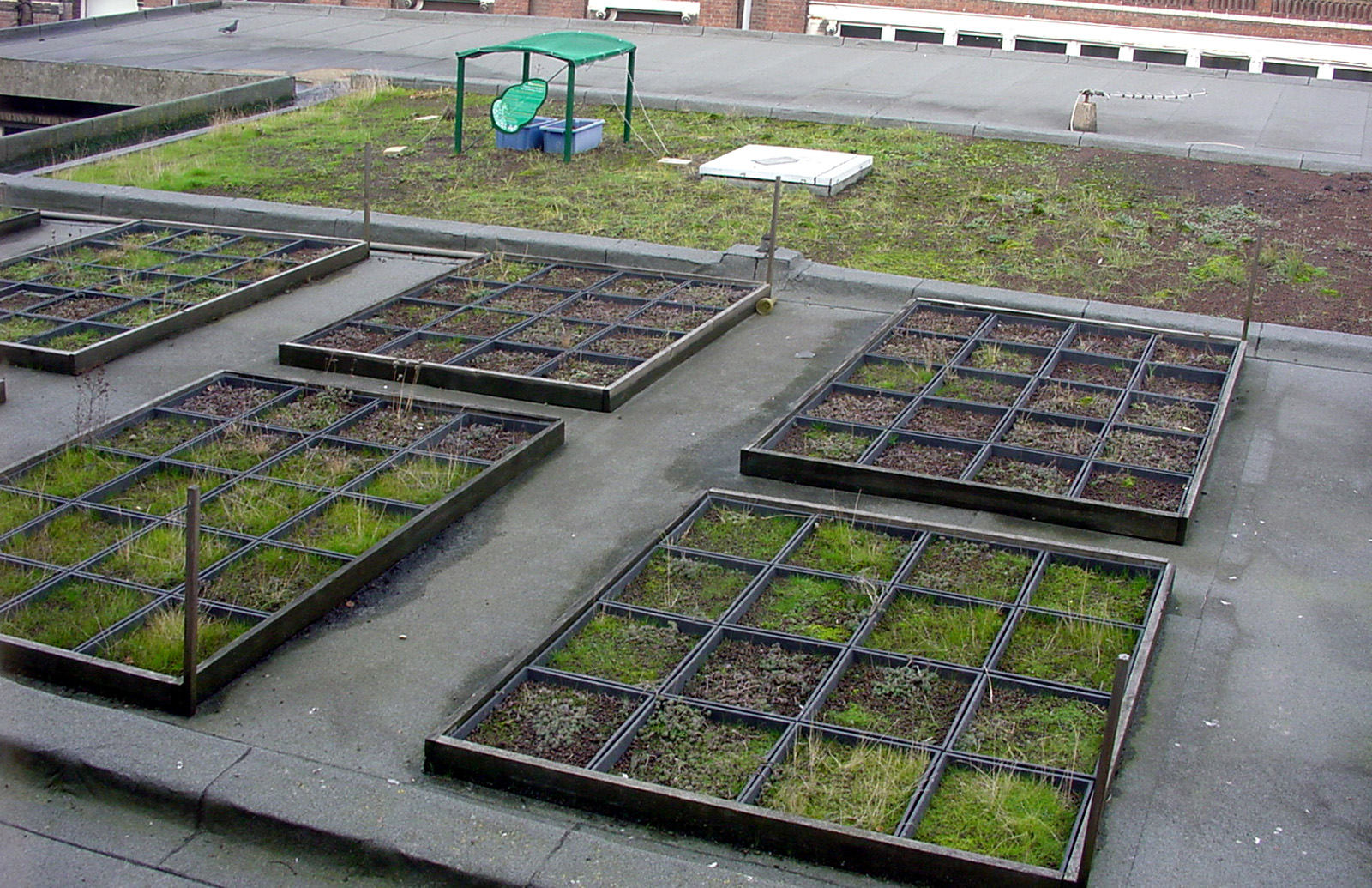
Terrasse végétalisée MNE 03

Le lieu accueille les associations se consacrant à l'écologie, au développent durable, mais aussi à la solidarité et aux droits humains.
La MRES assure un rôle de coordination dans les Hauts de France du réseau des repairs cafés et du réseau des collectifs en transition
La MRES coordonne l’action associative autour de défis citoyens organisés par différentes collectivités territoriales sur des thèmes variés comme les économies d’énergie, la réduction des déchets, l’alimentation etc.
Tous les ans la MRES organise un week-end à la gare Saint-Sauveur qui met en valeur les associations qui composent son réseau mais organise également des temps de débats et des temps festifs avec des concerts de musique
La MRES apporte un soutien logistique à l’organisation des marches pour le climat à Lille par Younth for climate